# Endeshaw Negesse
Endeshaw Negesse född 13 mars 1988, är en etiopisk maratonlöpare som 2016 testats positivt för den förbjudna substansen meldonium. Han fick sitt stora genombrott 2015 när han vann Tokyo Marathon. Han gjorde sin debut i Florens Marathon 2012, där han också tog hem segern.

## Personliga rekord
- 15 km landsväg: 46:32 (2011)
- Halvmaraton: 63:32 (2012)
- Maraton: 2:04:52 (2013)